# Félix Pérez
Félix Javier Pérez Rivera (Guayama, 31 maggio 1971 – Guaynabo, 21 settembre 2005) è stato un cestista portoricano.
Pérez fu ucciso il 21 settembre 2005 fuori casa sua a Guaynabo mentre cercava di portare aiuto al suo vicino di casa, che stava per subire una rapina. Aveva una moglie, Sara Aponte, e quattro figli.

## Carriera
Con Porto Rico disputò due edizioni dei Campionati mondiali (1994, 2002) e i Campionati americani del 1993.